# Doddakerekaval, Heggadadevankote
Doddakerekaval là một làng thuộc tehsil Heggadadevankote, huyện Mysore, bang Karnataka, Ấn Độ.